# Талла
Талла (італ. Talla) — муніципалітет в Італії, у регіоні Тоскана,  провінція Ареццо.
Талла розташована на відстані близько 200 км на північ від Рима, 50 км на південний схід від Флоренції, 16 км на північний захід від Ареццо.
Населення — 1083 особи (2014).
Щорічний фестиваль відбувається 6 грудня. 

## Демографія
Населення за роками:

Станом на 1 січня 2023 року в муніципалітеті офіційно проживало 88 іноземців з 14 країн, серед них 59 громадян країн Євросоюзу та 6 громадян України.

## Сусідні муніципалітети
- Каполона
- Кастель-Фоконьяно
- Кастільйон-Фібоккі
- Лоро-Чьюффенна